# Йозеф Вирмер
Йозеф Вирмер (на немски: Josef Wirmer) е германски юрист, участвал в опита за убийство на фюрера Адолф Хитлер от 20 юли 1944 г.

## Адвокат и политик
Вирмер е роден в семейство на католически учител, баща му е директор на гимназия. Завършва право в университетите във Фрайбург и Берлин. През 1924 г. е взима първият, а през 1927 г. – вторият правен изпит, необходим за началото на адвокатска практика. Дори в студентските си години той се отличава с леви политически възгледи, застъпва се за демокрация и е член на ръководството на асоциацията на католическите германски студентски съюзи. През онези години получава прякора „червения Вимер“.
След като завършва юридическото си образование, той работи като адвокат в Берлин. Присъединява към Партия център, която представлява интересите на германските католици, част от лявото крило. Той е поддръжник на коалицията на партията със социалдемократите, за да се предотврати идването на власт на националсоциалистите, защитата на конституционните свободи и върховенството на закона.
След победата на нацистите през 1933 г., като адвокат в защита на преследвани на расова основа, той е експулсиран от Съюза на националсоциалистическите юристи, обединяваща адвокати, прокурори и съдии. Той се противопоставя на сключването на Конкордат между Нацистка Германия и Светия престол, според някои, се опитва да получи подкрепа от страна на тогавашния нунций в Германия, кардинал Пачели (бъдещият папа Пий XII).

## Участник в заговора срещу Хитлер
От 1936 г. Вирмер в контакт с антинацистки християнски синдикални среди, ключова фигура, на които е Якоб Кайзер. От 1941 г. той е част от група, оглавявана от бившия кмет на Лайпциг, Карл Фридрих Гьорделер. Той е известен със способността си да води преговори, поддържа лични контакти с представители на консервативното крило на съпротивата, както и с политици от ляво. От самото начало той подкрепя плана за убийство на Хитлер, който е на 20 юли 1944 г. Предлага проект на ново национално знаме, включващо републиканските (червено-черно-златист цвят) и християнските (кръст) символи.

## Арест, съд и екзекуция
След неуспеха на военните действия срещу Хитлер е арестуван (това се случва на 4 август 1944 г.). В последното си писмо до жена си от затвора, той пише: "Не е лесно да умреш. Надявам се да запазя духа си докрай. Единственото, което мога да кажа е, любувайте се един на друг, помогнете си един на друг.
На 7-8 септември 1944 г. е един от обвиняемите в процеса срещу заговорници. По време на процеса се държи смело и отвръща обиден на председателя на Роланд Фрайслер, който обвинява ответника в малодушие (поради факта, че той, като адвокат, не се присъединява към армията). Йозеф Вирмер казва, че той ще бъде обесен, но вече няма да се страхува, за разлика от Роланд Фрайслер (той има предвид наближаването на края на войната, и че нацистите го очакват със страх). Когато се дразни съдията извиква, че ответникът скоро ще бъде в ада, а Вирмер отговаря, че в този случай ще бъде удоволствие да гледа, тъй като там скоро ще бъде самият Роланд Фрайслер.
На 8 септември 1944 г. Вирмер е осъден на смърт и два часа по-късно е екзекутиран в затвора Пльоцензе.
В Бон улица е кръстена на Йозеф Вирмер.